# Imperiet
Imperiet — шведская постпанк-группа, одна из наиболее успешных рок-групп Швеции 1980-х годов. 

## История
Группа была образована в 1983 году в Стокгольме участниками панк-рок группы Ebba Grön изначально в качестве сайд-проекта. Изначальное название коллектива Rymdimperiet (со швед. — «Космическая империя») взято из шведского перевода фильма «Звёздные войны. Эпизод V: Империя наносит ответный удар», в шведской версии называвшегося Rymdimperiet slår tillbaka. После распада Ebba Grön группа сократила название до Imperiet. К участникам группы Йоакиму Тострёму, Андерсу «Стри Террари» Сьохолму и Гуннару Люнгштедту присоединились бас-гитарист Кристиан Фалк и клавишник Пэр Хэгглунд. Сьохолм покинул группу в 1984-м, годом спустя Люнгштедта заменил Фред Асп. Группа прекратила существование в 1988 году вскоре после ухода Пэра Хэгглунда.
Imperiet стали одним из наиболее известных коллективов скандинавской рок-сцены 1980-х благодаря своим текстам в духе британской группы The Clash, воспевающим левое движение и борьбу против империализма. Наиболее известные хиты группы «C. C. Cowboys», «Alltid rött, alltid rätt» и «Var e vargen?», по словам участников коллектива, были написаны под влиянием стихов советского поэта Владимира Маяковского.

## Состав
- Йоаким Тострём — вокал, гитара
- Кристиан Фалк — бас-гитара, бэк-вокал
- Пэр Хэгглунд — клавишные, саксофон (1983—1987)
- Андерс «Стри Террари» Сьохолм — вокал, электроорган, гитара (1983—1984)
- Гуннар Люнгштедт — ударные (1983—1985)
- Фред Асп — ударные (1985—1988)

## Дискография
Студийные альбомы
- Felrättsnettheltfelrättsnett (1983) (под названием Rymdimperiet)
- Rasera (1983)
- Blå himlen blues (1985)
- Synd (1986)
- Imperiet (1986) (на английском языке)
- Tiggarens tal (1988)